# Ruth Watson Henderson
Ruth Louise Watson Henderson (* 23. November 1932 in Toronto) ist eine kanadische Komponistin, Pianistin und Musikpädagogin.
Henderson war von 1937 bis 1945 Klavierschülerin bei Viggo Kihl, danach bis 1952 am Royal Conservatory of Music in Toronto bei Alberto Guerrero, wo Glenn Gould ihr Mitschüler war. Mit einem Stipendium des Mannes College of Music setzte sie ihre Ausbildung bei Hans Neumann in New York fort. Außerdem nahm sie Kompositionsunterricht bei Oskar Morawetz, Richard Johnston und Samuel Dolin.
Nach ihrem Debüt 1952 trat Henderson regelmäßig als Konzertpianistin mit kanadischen Orchestern und bei der CBC/Radio-Canada auf. Sie wirkte von 1957 bis 1961 in Winnipeg und von 1961 bis 1968 in Kitchener als Organistin und Chorleiterin. Von 1968 bis 1979 war sie Klavierbegleiterin der Festival Singers, für deren Repertoire sie mehr als achtzig Stücke komponierte.
Seit der Gründung 1978 war sie Begleiterin des Toronto Children’s Chorus, mit dem sie 1984 das Musikdrama Clear Sky and Thunder aufführte. Neben Chorwerken komponierte Henderson auch Stücke für Klavier und Orgel, für Streichorchester und Bläser. Mit ihrer Chromatic Partita for Organ war sie Preisträgerin der International Competition for Women Composers 1998 in Mannheim. Für das Treffen der American Guild of Organists 2002 komponierte sie das Stück Darkness to Light.
Unter anderem wurde Henderson mit dem National Choral Award for Outstanding Choral Composition (1992 für Voices of Earth) und dem Distinguished Service Award of the Ontario Choral Federation (1996) ausgezeichnet, 2003 mit einer Ehrenmitgliedschaft des Royal Canadian College of Organists. Zu ihrem 70. Geburtstag gaben die Elmer Iseler Singers ein Konzert unter dem Titel Sing We Joyful.

## Werke
- Pater Noster für Chor, 1973
- Missa Brevis für Chor, 1976
- Lullaby for the Christ Child für Chor und Klavier oder Orchester, 1979
- Musical Animal Tales für Chor und Klavier, 1981
- Clear Sky and Thunder, Musikdrama für Kinderchor, Flöte, Klavier und Perkussion, 1984
- Six Miniatures for Piano, 1984
- Suite for Strings, 1985
- Barnyard Carols für Chor, Flöte, Viola und Cello, 1987
- Creation’s Praise für Frauenchor, Bläser und Orgel oder Klavier zu vier Händen, 1986
- The Bloor Street Mass für Chor, Bläserquintett, Orgel und Pauken, 1987
- Chromatic Partita for Organ, 1989
- Missa Brevis No. 2 für Gemeinde und Orgel oder für Chor, 1989
- Three Motets für Chor, 1989
- The Last Straw, Weihnachtskantate für Kinderklavier, Englisch Horn und Perkussion, 1990
- Voices of the Earth für Chor und zwei Klaviere, 1991
- The Song My Paddle Sings für Chor und Klavier, 1992
- Toccata on "Westminster Abbey" für Orgel, 1992
- Meditation of "Herzliebster Jesu" für Orgel, 1992
- In Flanders Fields (Text von John McCrae) für Frauenchor a cappella, 1993
- Sing All Ye Joyful (Text von J. R. R. Tolkien) für Chor und Orchester, 1994
- When Music Sounds (Text von Walter de la Mare) für Frauenchor und Klavier, 1995
- Variations for Organ on "Ode to Newfoundland", 1997
- In Memoriam Elmer Iseler für achtstimmigen Chor a cappella, 1998
- A Joyful Song of Praise (Text von David McKane) für Chor, Orgel und Bläserquintett, 2000
- From Darkness to Light (Text von Wilfred Watson) für Bariton, Mezzosopran, Chor, Orgel, Harfe, Trompeten, Pauken und Streicher, 2001
- Magnificat für Chor und Orgel, 2002
- The Voice of Niagara (Text von Sarah Pratt) für Chor und Orchester, 2003

## Quelle
- The Canadian Encyclopedia – Ruth Watson Henderson (Memento vom 1. November 2012 im Internet Archive)

| Personendaten    | Personendaten                                        |
| ---------------- | ---------------------------------------------------- |
| NAME             | Watson Henderson, Ruth                               |
| ALTERNATIVNAMEN  | Watson Henderson, Ruth Louise                        |
| KURZBESCHREIBUNG | kanadische Komponistin, Pianistin und Musikpädagogin |
| GEBURTSDATUM     | 23. November 1932                                    |
| GEBURTSORT       | Toronto, Kanada                                      |